# Super-brillamento
In astronomia, un super-brillamento è una violenta eruzione di materia che esplode dalla fotosfera di una stella, con un'energia equivalente a un milione di volte o più quella caratteristica dei comuni brillamenti solari. È stato ipotizzato che tali esplosioni siano prodotte dall'interazione del campo magnetico stellare con quello di un pianeta gioviano in orbita stretta..

## Super-brillamenti osservati
Fino al 2000, nove super-brillamenti sono stati osservati attorno a stelle di classe spettrale F o G, simili al Sole, della durata da alcune ore a qualche giorno. L'energia rilasciata negli eventi osservati è stata da 100 a 10 milioni di volte superiore al più grande getto coronale del Sole. In uno studio del 2012 di Hiroyuki Maehara et al., sono state analizzate 83.000 stelle simili al Sole utilizzando i dati del telescopio spaziale Kepler, riscontrando 365 super-flare provenienti da 148 stelle, della durata media di 12 ore.
Una delle caratteristiche delle stelle di tipo solare sulle quali sono stati osservati superflare è quella di avere una rotazione più rapida e un'attività magnetica superiore a quelli del Sole. Una teoria popolare proposta da Schaefer e colleghi suggerisce che i superflare sono legati alla presenza di pianeti gioviani caldi in orbita stretta attorno alla stella, che si crede possano essere responsabili dei super-brillamenti a causa delle interazioni magnetiche che si creano tra campo magnetico stellare e pianeta. Tuttavia, non sono stati trovati pianeti di questo tipo nello studio di Maehara e colleghi.
L'assenza di registrazioni storiche e l'assenza di estinzioni di massa anomale fanno ritenere che non sia avvenuto nel passato nessun super-brillamento del Sole. Se avvenisse, il danno più rilevante sarebbe la distruzione dello strato di ozono, che consentirebbe alla radiazione ultravioletta di raggiungere interamente il suolo, rendendo impossibile la vita sulla Terra.

## Nella fantascienza
Nel film Segnali dal futuro, l'ultima della spaventosa serie di profezie, è quella di un super-flare tanto potente da spazzare via atmosfera e oceani dalla Terra e con essi la vita stessa.